# آندره لیما
آندره لیما (به پرتغالی: André Luiz Barretto Silva Lima) مهاجم اهل برزیل است که در شهر ریودو ژانیرو و در تاریخ ۳ مهٔ ۱۹۸۵ به دنیا آمده‌است.
آندره لیما در تیم‌های فوتبال واسکو دوگاما سابقهٔ حضور دارد.